# Iazu (cratera)
Iazu é uma cratera de impacto localizada em Meridiani Planum, em Marte, com um diâmetro de aproximadamente 7 km. Ela se situa próximo ao local de pouso do veículo de exploração de Marte Opportunity, suas paredes foram fotografadas pela sonda durante sua travessia pela cratera Endeavour. A cratera se encontrava então a 38 km de distância.